# Giuseppe Amisani
Giuseppe Amisani (Mede Lomellina, 7 dicembre 1881 – Portofino, 8 settembre 1941) è stato un pittore italiano.

## Biografia

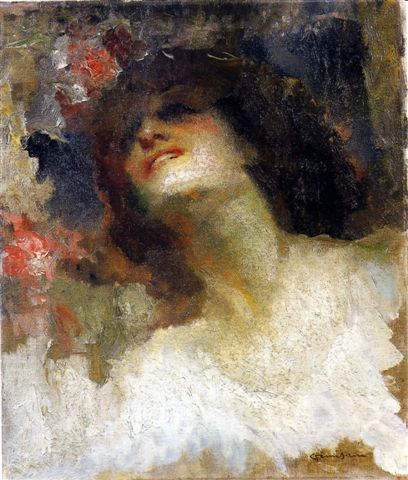
Giuseppe Amisani, Viso di donna, 1920 ca.

Amisani nasce nella provincia di Pavia, fu attivo anche a Londra. Studiò all'Accademia delle belle arti di Brera.

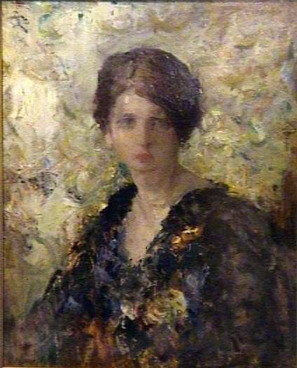
Giuseppe Amisani, Viso di donna, 1910 ca.

Nel 1908, vinto il Premio Mylius-Bernocchi col dipinto l'Eroe, entrò nella vita artistica milanese, dividendo con Antonio Ambrogio Alciati la fama dell'epoca durante la Belle Époque, in particolare come ritrattista elegante e di fresco coloritore.

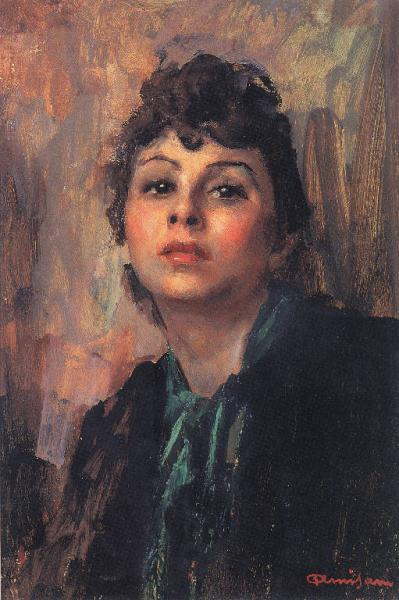
Giuseppe Amisani, La modella, 1930

Rappresentativo è un suo ritratto di Lyda Borelli con cui vinse il premio Fumagalli nel 1912, e che venne comprato dal Museo d'arte di San Paolo in Brasile e poi rivenduto.
Si dedicò sempre più al ritratto femminile, ma realizzò anche paesaggi, in particolare inglesi e africani.
Amisani partecipò alla Biennale di Venezia del 1920.
Fu, per i suoi lavori, due volte in America, in Egitto, a Rodi, nell'Algeria, in Inghilterra e in Francia.

## Stile
Amisani dava sfoggio di grande abilità tecnica e virtuosismo, e perciò i suoi ritratti erano contesi dall'alta nobiltà e dalle celebrità del suo tempo, tra cui il re d'Egitto Faud. Amisani divenne noto per l'estrema eleganza dei tratti e per i colori freschi dei suoi particolari dipinti.
La Biblioteca Franzoniana lo descrive come «pittore di formazione tradizionale, ma non […] estraneo ad inclinazioni eclettiche».

## Musei
Le opere di Giuseppe Amisani sono esposte in numerosi musei tra cui:
- Collezione Farnesina, Collezione Museale del Ministero Italiano degli Affari Esteri[9]
- Palazzo Reale Ras el-Tin, Alessandria d'Egitto, Egitto (affreschi)
- Galleria degli Uffizi, Firenze (Autoritratto, Ritratto di Cristina)
- Galleria d'arte moderna di Milano  (Toeletta mattutina)
- Museo di Palazzo Pitti, Firenze
- Museo del Teatro alla Scala, Gallerie di Piazza Scala, Milano
- Pinacoteca do Estado de São Paulo, Brasile
- Pinacoteca del Museo San Paolo, Brasile (La culla tragica)
- Galleria d'arte moderna (Genova)
- Galleria d'arte moderna Ricci Oddi di Piacenza
- Museo d'arte italiana di Lima, Perù
- Collezioni d'arte del Museo nazionale della scienza e della tecnologia Leonardo da Vinci, Milano[10]
- Museo di Santa Giulia di Brescia
- Museo Civico Villa Cedri, Bellinzona, Svizzera (La Modella, 1920)
- Musei Civici di Monza, "Casa degli Umiliati" (Signora in grigio o Maria Melato[11])
- Galleria d'arte moderna di Genova
- Galleria d'arte moderna e contemporanea (Bergamo)
- Museo Villa Necchi Campiglio, Milano
- Museo di Santa Giulia, Brescia
- Galleria d'arte dell’Ospedale San Gerardo di Monza
- Pinacoteca Malaspina di Pavia[12]
- M.a.x. museo, Chiasso, Svizzera
- Museo Branca, Milano[13]
- Galleria d'arte moderna Aroldo Bonzagni, Cento
- Museo Ospedale di Circolo e Fondazione Macchi, Varese
- Pinacoteca civica (Ascoli Piceno)
- Raccolte Grafiche e Fotografiche del Castello Sforzesco. Civico Archivio Fotografico, Milano
- Museo d'arte dell'Ospedale Maggiore, Milano

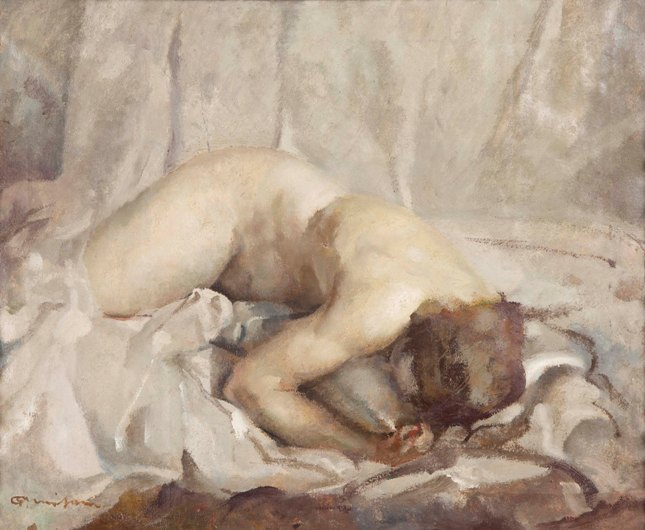
Dolore (1910 ca.)

## Premi
- Premio Mylius (1908)
- Premio Città di Firenze, Comune di Firenze (1921)
- Premio Fumagalli (1912)

## Mostre
Amisani partecipò a diverse esposizioni a Londra, New York, Milano, Roma, Venezia, San Paolo, Buenos Aires, Lima e Il Cairo. Nel 1930 partecipa alla Biennale di Venezia col l'opera "Autoritratto".
- Giuseppe Amisani e Amedeo Bocchi, Esposizione di Belle Arti di Brera, Milano, 1912.
- Mostra individuale del pittore Giuseppe Amisani, Galleria Pesaro con l'organizzazione di The Studio, Londra (Regno Unito), 1923.
- Mostra individuale del pittore Giuseppe Amisani e dello scultore Eugenio Pellini, Galleria Pesaro con l'organizzazione di The Studio, Milano, Italia, 1923.
- Mostra individuale del pittore Giuseppe Amisani, Galleria Pesaro, 1926.
- Exotic Egyptian views, Arlington Gallery, Bond Street, Londra (Regno Unito), 1927.
- XXIV Esposizione internazionale d'arte, Biennale di Venezia, Venezia, 1930[14].
- Mostra Commemorativa di Giuseppe Amisani, Milano 1951[15].
- Accoppiamenti giudiziosi: Industria, arte e moda in Lombardia: 1830-1945, Museo d'arte moderna e contemporanea (Varese), Sergio Rebora, Anna Bernardini, 2004.
- Industria, arte e moda in Lombardia: 1830-1945, Castello di Masnago, 2005[16].
- Da Pellizza a Carrà: artisti e paesaggio in Lomellina, Vigevano, 2007[14].
- Giuseppe Amisani, Il pittore dei Re, Castello Sforzesco, Pavia, 2008.
- Rirì la sciantosa e le altre. Ritratti di donne nella pittura di Giuseppe Amisani (1879-1941), Pinacoteca metropolitana di Bari, 2012[17].
- Il Novocento a Palazzo Isimbardi: nelle collezioni della Provincia di Milano, Raffaele De Grada, Palazzo Isimbardi, Milano.
- Antonio Mancini, 1852-1930: il collezionismo del suo tempo in Lombardia, Accademia Tadini, Lovere, 1997.
- From the Collection of the Uffizi Gallery, Pechino (2010) e Changsha (2011), Cina[14].
- La collezione Terruzzi, Palazzo Reale, Milano, 2008.